# Vontade de poder
Vontade de poder ou de potência (alemão: "Der Wille zur Macht") é um conceito da filosofia de Friedrich Nietzsche. A vontade de poder descrita por Nietzsche é a principal força motriz em seres humanos — realização, ambição e esforço para alcançar a posição mais alta possível na vida. Estas são manifestações da vontade de poder; no entanto, o conceito nunca foi sistematicamente definido no trabalho de Nietzsche, deixando a sua interpretação aberta ao debate.

## Conceituação
Em Nietzsche, o seu mais importante conceito permeia as mais altas e baixas esferas da existência, estando como conceito cosmogônico e mesmo histórico ou psicológico. A vontade de poder não é somente a essência, mas uma necessidade.
A argumentação que se segue encontra-se em sua forma original em “Eterno retorno” (textos de 1881).
Primeira proposição: o total da força que existe no universo é determinada, não infinita. Deduz-se que o número de situações, combinações dessa força é mensurável, ou seja também determinada e finita.
Segunda proposição: o tempo é infinito, e antes deste momento houve uma infinidade de tempo.
Estas proposições e suas conclusões partem de um raciocínio simples até seu mais alto grau de complexidade, só atingido em Nietzsche. Ao não admitir a existência de Deus, do criador, admite-se que a matéria, a energia da qual é constituída o universo não pode ter sido criada. Logo ela tem de existir originalmente e sempre, ou então há que se retornar à teoria da criação do nada. Se ela existe não-criada ela tem de ter estado aqui desde sempre. Já que ela existe desde sempre, se houvesse tendência ou estado a ser atingido, a eternidade é certamente tempo o bastante para que a tivesse atingido.
A força que hoje existe tem de ter estado eternamente ativa e igual, ou então teria extinguido. Todos os desenvolvimentos possíveis têm de já ter acontecido, e todos os instantes são eternas repetições.
Ainda, que não existe estado de repouso, pois se as forças estão um tempo infinito para trás em atividade, se este estado (de repouso) fosse possível já teria sido alcançado e duraria.
Este mundo das forças é circular na medida em que retorna, e sem nenhuma tendência, senão já a teria alcançado.
Da noção então de algo originário, nunca em repouso, mas em constante devir, da consideração de que o mundo das forças não é passível de cessação, ou equilíbrio, ou repouso, de sua grandeza de força e movimento em cada tempo e de sua extensão ao todo começamos a divisar a vontade de poder.
Nietzsche afirma em um fragmento do ano 1885:
“E sabeis... o que é pra mim o mundo?... Este mundo: uma monstruosidade de força, sem princípio, sem fim, uma firme, brônzea grandeza de força... uma economia sem despesas e perdas, mas também sem acréscimos, ou rendimento,... mas antes como força ao mesmo tempo um e múltiplo,... eternamente mudando, eternamente recorrentes... partindo do mais simples ao mais múltiplo, do quieto, mais rígido, mais frio, ao mais ardente, mais selvagem, mais contraditório consigo mesmo, e depois outra vez... esse meu mundo dionisíaco do eternamente-criar-a-si-próprio, do eternamente-destruir-a-si-próprio, sem alvo, sem vontade... Esse mundo é a vontade de potência — e nada além disso! E também vós próprios sois essa vontade de potência — e nada além disso!”
Usando a própria terminologia de Nietzsche a Vontade de Poder é uma lei originária, sem exceção nem transgressão. Ao falar assim o filósofo quer dizer que a Vontade de potência não é algo criado, ou que dependa de condições especiais, como na religião ou em teorias precedentes, mas ela advém da própria realidade das coisas.
Sendo as proposições (matéria finita, constante e sem tendência e tempo infinito) um fato e do mesmo modo o devir, a certeza de que há este fluxo, a força que alavanca e mantém esta economia tem uma natureza particular, que é a vontade de poder. Por isso é dito "Esse mundo é a vontade de potência".
Da não aceitação da criação a possibilidade para a existência é esta. E da necessidade de que tudo seja como é. Esta força que hoje existe só pode ser afirmada através de sua natureza. Vontade de Potência, não é nada de teológico, de fim, ou fundamento verdadeiro. É o modo como se comporta aquilo que não pode ter finalidade ou sentido e que vive a expensas de si mesmo. Nietzsche mesmo adverte que “ a vontade de poder não é nem um ser, nem um devir, é um pathos”.
Pathos está aqui no seu sentido que emprega Descartes, de que "tudo o que se faz ou acontece de novo é geralmente chamado (pelos filósofos) de pathos. E se o conceito está ligado a padecer, pois o que é passivo de um acontecimento, padece deste mesmo. Portanto, não existe pathos senão na mobilidade, na imperfeição."
Vontade de Poder não está desta forma relacionada a nenhum tipo de força física, dinâmica ou outra, mas é a lei originária que regem estas forças secundárias na economia deste sistema chamado universo, ou mundo.
A vontade de poder, portanto, é esta lei originária, sem exceção nem transgressão que em si anima e é a própria essência de toda a realidade. É a essência e a própria “luta das forças” que formam a economia universal, impulso que reage e resiste no interior das forças, uma multiplicidade de forças que em suas gradações se manifesta na sua forma última em fenômenos políticos, culturais, astronômicos, permeando a natureza e o próprio homem.

## Outras Origens
Em 1838, antes de Nietzsche, o escritor Edgar Allan Poe já havia chegado a um conceito parecido não sistematizado e definido ao de Vontade de Potência quando, no seu conto Ligeia, atribuiu uma epígrafe com este conceito ao filósofo inglês Joseph Glanvill. Na verdade, a epígrafe era totalmente uma autoria de Poe, pois o filósofo inglês nunca publicou tal texto em suas obras. A ideia de Poe era, provavelmente, aludir a epígrafe à crença na feitiçaria de Joseph Glanvill. Portanto, ainda que o pensamento de Poe tenha o mesmo fundamento do conceito de Vontade de Potência de Friedrich Nietzsche, ambos os pensamentos foram individuais e originais, tendo Nietzsche desenvolvido o seu conceito anos mais tarde, depois da morte de Poe: o pensamento de Nietzsche, sofisticado e diretamente filosófico; o de Poe, uma simples citação de poucos versos, uma epígrafe de um conto, mas ainda assim, uma ideia filosófica expressada na arte (é claro que não se pode afirmar com certeza o verdadeiro surgimento do conceito de Vontade de potência, pois encontramos ideias parecidas desde o milênio seja na literatura ou na filosofia, mas, de uma forma original, Nietzsche que o desenvolveu, caracterizou e definiu, e é o principal criador do conceito). Assim escreve Edgar Allan Poe na epígrafe do seu conto, intitulado Ligeia:
E ali dentro está a vontade, que não morre. Quem conhece os mistérios da vontade e do seu vigor? Pois Deus não é mais que uma grande vontade,  penetrando todas as coisas pela qualidade de sua aplicação. O homem não se entrega aos anjos, nem se rende inteiramente à morte, senão pela fraqueza de sua débil vontade.
O conceito de vontade de poder pode também ser entendido como o desejo insaciável de se ser mais do que aquilo que se é presentemente.